# Nissan Sakura
Nissan Sakura ― електричний кей-кар, що продається компанією Nissan і виробляється компанією NMKV. 

## Опис

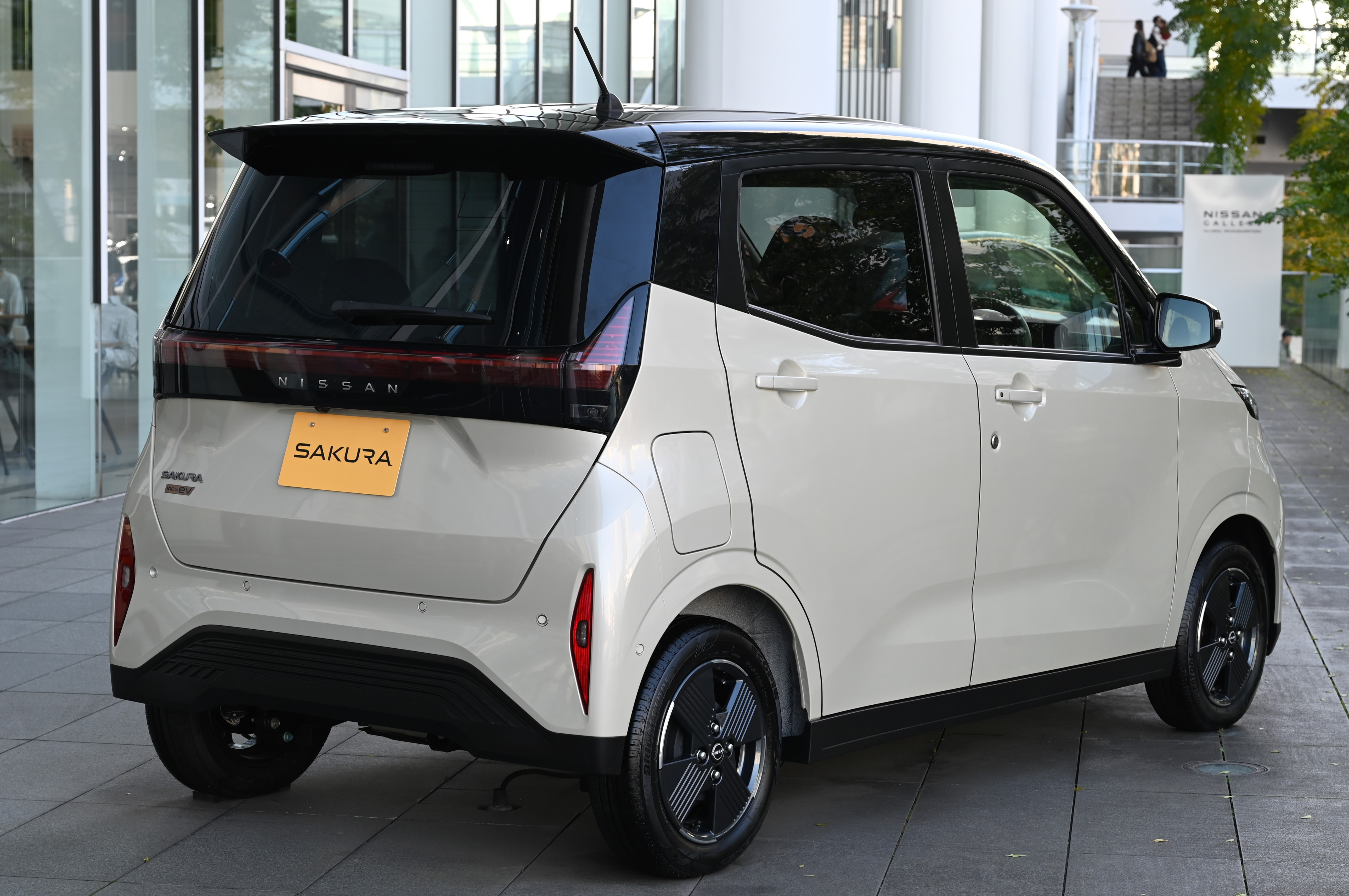
Вид ззаду (X)

Названий на честь національної квітки Японії, він був представлений 20 травня 2022 року як перший електричний кей-кар від Nissan. 
Доступні три комплектації: S, X і G, причому S призначена для комерційних користувачів, X - більш комфортно обладнана для приватних покупців, а G - найрозкішніший варіант, з різноманітними допоміжними засобами водіння та адаптивними світлодіодними фарами серед іншого стандартного обладнання.
У S відсутня обтягнута тканиною панель приладів серед інших зручностей, і її легко впізнати за сталевими колесами з повними колісними ковпаками. 

Sakura продається в Японії з середини 2022 року.

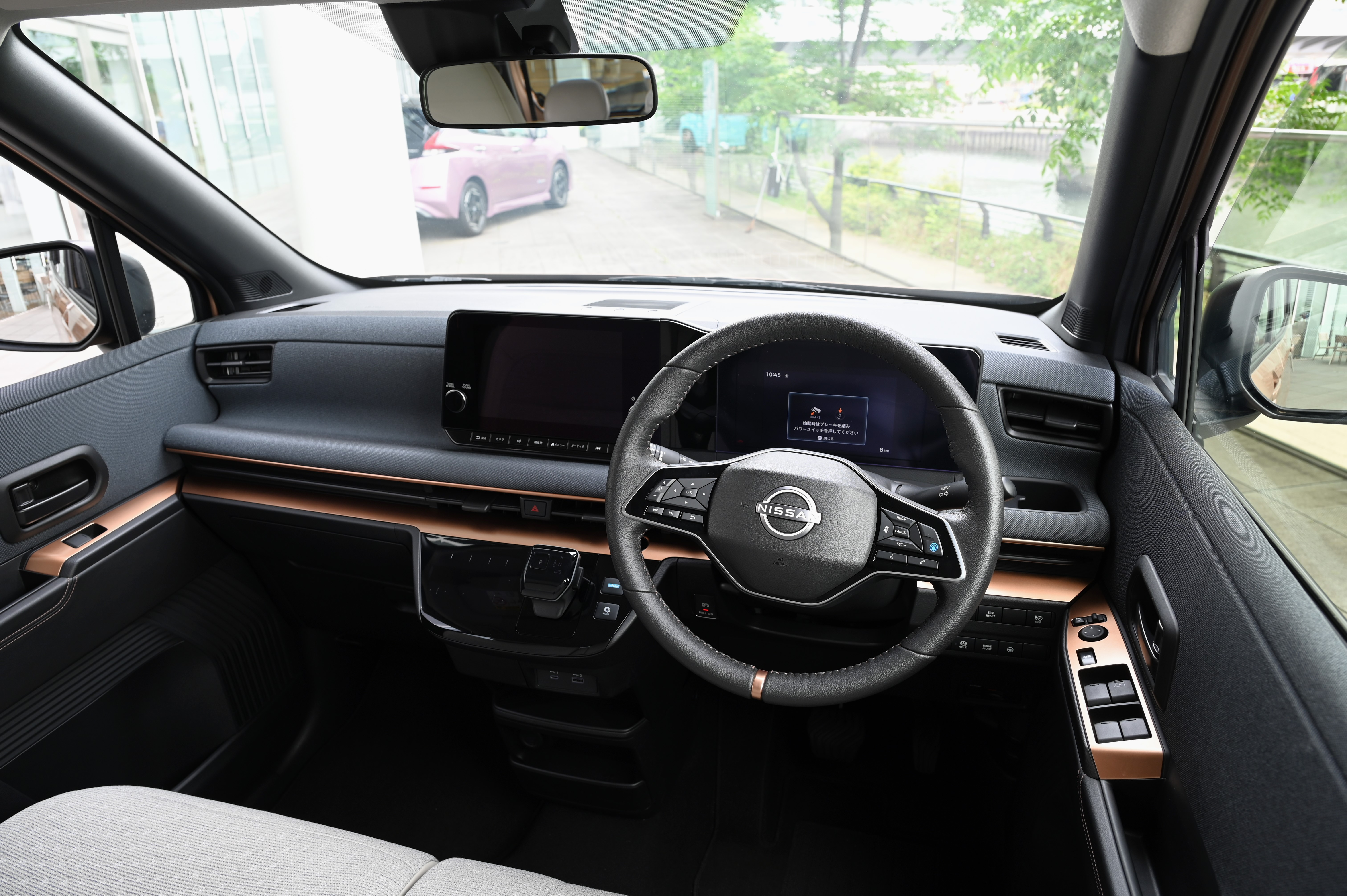
Інтер’єр

Він розроблений і виробляється разом з Mitsubishi eK X EV (вимовляється як «EK Cross»), який поділяє структуру кузова з бензиновим eK X (також продається як Nissan Dayz). 
Єдиними зовнішніми спільними частинами є лобове скло, дверні ручки та бічні дзеркала. 
Його дизайн був попередньо представлений концептом IMk, який був показаний у 2019 році.
Внутрішній код моделі Mitsubishi - B6AW, в той час як Nissan називає її KE0.

### Технічні характеристики

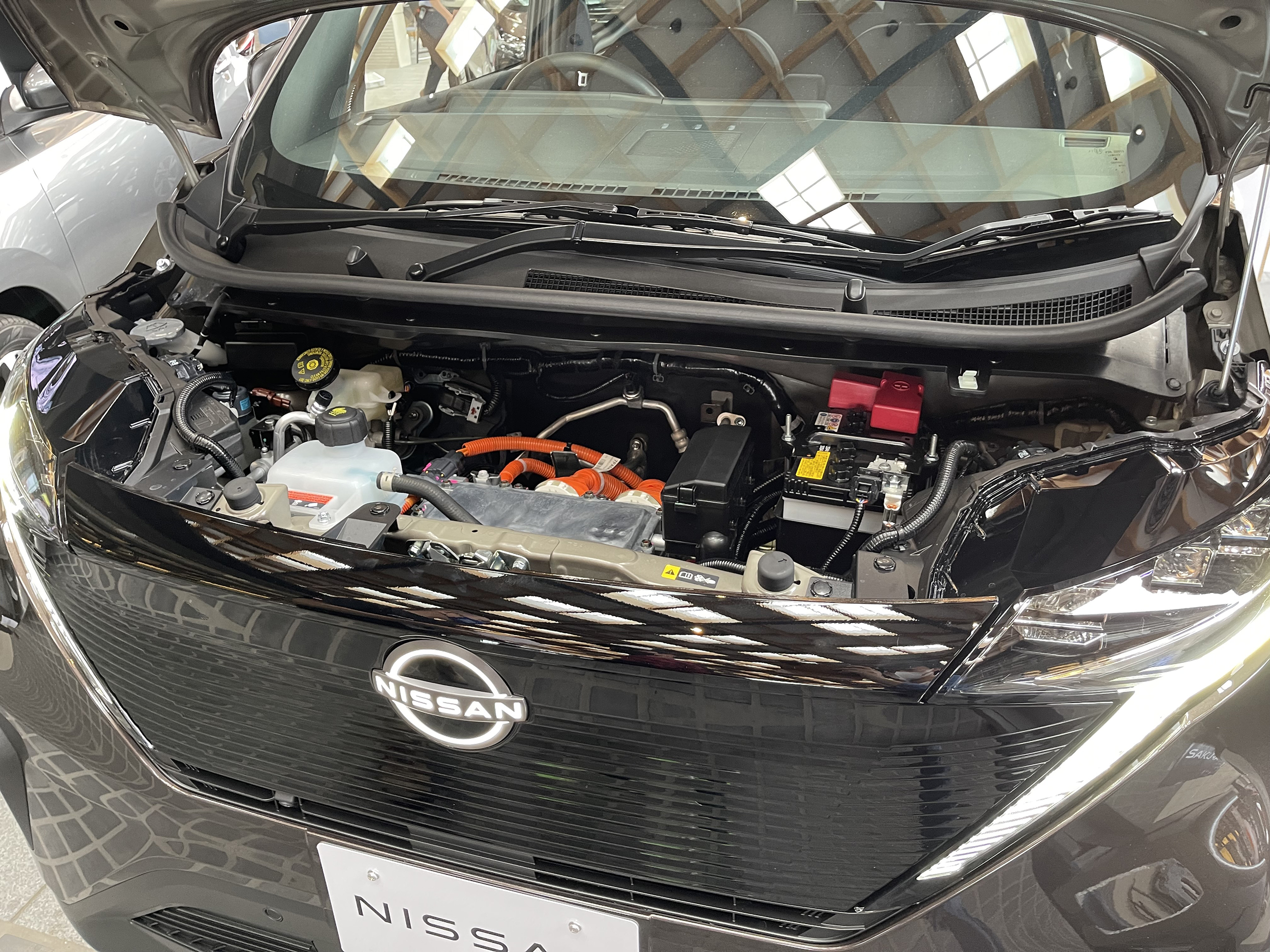

Транспортний засіб приводиться в рух одним електродвигуном з максимальною потужністю 47 кВт (64 к.с.) і максимальним обертовим моментом 195 Н⋅м з максимальною швидкістю 130 км/год. 
В якості акумуляторної батареї використовується літій-іонна батарея ємністю 20 кВт-год з розрахунковим запасом ходу в режимі WLTC 180 км. 

### Нагороди
У грудні 2022 року Sakura разом з Mitsubishi eK X EV отримала нагороду «Японський автомобіль року 2022-2023». Обидва автомобілі також були названі автомобілями року в Японії.

## Продажі
| Рік  | Японія |
| ---- | ------ |
| 2022 | 21 887 |
| 2023 | 37 140 |
| 2024 | 22 926 |